# Companhia majestática
As  companhias majestáticas, também chamadas companhias privilegiadas ou companhias de carta (do inglês chartered company), eram companhias privadas portadoras de carta de concessão de um governo que lhes conferia o direito a certos privilégios comerciais. Nas colônias administradas por concessão, o poder público não se exercia diretamente por meio dos orgãos do Estado soberano, mas é confiado pelo Estado a sociedades comerciais que o exercem sob fiscalização do governo.
Essas companhias se desenvolveram na Europa no início das grandes conquistas coloniais. Geralmente criadas por um grupo de investidores privados, elas tinham um monopólio de exploração e colonização dos territórios coloniais em nome do governo concedente, e direito aos lucros advindos dessas atividades. Os governos europeus formaram ou encorajaram a criação dessas companhias nacionais para concorrer com as empresas de nações rivais.
Importantes companhias majestáticas foram as companhias neerlandesas das Índias Orientais e das Índias Ocidentais. A primeira controlou a colónia das Índias Orientais Neerlandesas, actual Indonésia, e a maior parte do comércio entre aquela região e a Europa. A segunda foi a principal rival da francesa Compagnie des Îles de l'Amérique e dos britânicos, que disputavam o domínio da América.
Como Portugal tinha sido obrigado a proscrever o comércio de escravos em 1842 (apesar de fechar os olhos ao comércio clandestino) nas suas colónias e não tinha condições para administrar todo o seu território ultramarino, deu a algumas companhias poderes para instituir e cobrar impostos. Em Moçambique, em finais do século XIX, Portugal concedeu grandes fatias de terra a empresas privadas, como a Companhia de Moçambique e a Companhia do Niassa.
Nessa altura, foi introduzido o "imposto de palhota", ou seja, a obrigatoriedade de cada família pagar um imposto em dinheiro; como a população nativa não estava habituada às trocas por dinheiro, para além de trabalhar para a própria sobrevivência, era submetida ao trabalho forçado (chamado de "chibalo" em Moçambique) na construção de estradas ou na agricultura, nas plantações de algodão ou tabaco, que eram produtos comercializados por aquelas companhias.